# Marek Biernacki
Marek Biernacki (Sopot, 28 de Abril de 1959 — ) é um político da Polónia. Ele foi eleito para a Sejm em 25 de Setembro de 2005 com 41.336 votos em 26 no distrito de Gdynia, candidato pelas listas do partido Platforma Obywatelska.
Ele também foi membro da Sejm 1997-2001.